# Power, Corruption & Lies
《Power, Corruption & Lies》은 영국 록 밴드 뉴 오더의 두번째 앨범이다.

## 설명
싱글 Blue Monday의 성공에 고무된 이들은 연이어 작업해오던 2집 앨범을 내놓게 되는데, 영국 차트 4위를 차지하게 되면서 뉴 오더의 시대가 왔음을 선포하게 된다. 1집이 아직 조이 디비전의 영향권 안에 있었다면 이 앨범은 완연하게 뉴 오더만의 음악 세계를 확보하는데 성공했다. 이 앨범에 이르러 버나드 섬너의 보컬은 더 이상 이언 커티스 모창에 머물지 않게 되었으며 조이 디비전의 어두침침한 절망은 사색적인 면모가 깃든 서정으로 변모했다. 무엇보다도 신시사이저와 디스코를 비롯한 댄스 음악, 포스트 펑크 스타일의 밴드 연주가 본격적으로 시너지를 일으켰다는 평가를 받는다. 'Age of Consent'나 'The Village' 같은 곡에 등장하는 기타와 신시사이저의 조화가 호평을 들었다
앨범 제목은 1981년 독일 쾰른 게르하르트 리히터 전시회에서 누군가 전시품을 반달리즘했을 당시 썼던 문구에서 따왔다고 한다.

## 앨범 커버
앨범 아트의 그림은 프랑스 화가인 앙리 팡탱라투르의 장미 바구니다. 디자인은 피터 새빌. 당시 앨범 제목을 멤버들로부터 전해들은 피터 새빌은 제목을 상당히 마음에 들어했다. 그래서 니콜로 마키아벨리풍 제목에 걸맞게 르네상스풍 초상화를 쓰려고 했으나 어울리는게 없어서 난항을 겪었다고 한다. 그러다가 갤러리에 간 새빌은 우연히 팽탕라투르 엽서를 집어들게 되었는데, 새빌의 여친이 그걸 앨범 커버로 쓰는게 어떻겠냐고 농담조로 던졌다. 그 말에 새빌은 '장미를 통해 화려하지만 그 이면에 부패하고 타락한, 이중성을 보일 수 있겠다'라고 생각하고 최종낙점했다고 한다. 새빌은 당시 영국 국립미술관에 영구 보관되어 있던 장미 바구니 그림을 사용하기 위해 전화로 그림의 대여를 요구했지만 미술관에서는 계속 거부했고 결국 레이블 사장인 토니 윌슨이 직접 찾아가 설득한 끝에 피터 새빌에게 대여가 되었다고 한다.
밴드명이나 앨범명, 트랙 리스트가 앨범 커버에 적혀 있지 않는 대신 뒷커버에 문자를 색으로 암호를 적어놨는데 피터 새빌이 색조견표를 이용하여 만든 방식이며 알파벳을 색조견표에 맞추어 칼라로 바꾸어 백커버의 색상배치를 만들어내었고 팬들에게 이 암호를 풀도록 유도를 하기도 했다. 참고로 문자색은 F.A.C.73...B.L.U.E.M.O.N.D.A.Y....N.E.W....O.R.D.E.R...로 읽는다. 이것은 순서대로 싱글의 카탈로그 넘버, 타이틀 밴드명을 의미하는 것이었는데 중간에 피터 새빌의 실수에 의해 2개의 색상배치가 잘못된 곳이 있었다. 하지만 몇몇 열성팬의 지적으로 색 두개가 틀렸다는 내용의 편지를 받았을정도로 당시 영국에서 많은 화제가 되었던 일화로 남아있다.
2010년 '로얄 메일'에서 우표로 만들어지기도 했다.

## 트랙 리스트
전체 작사·작곡: 특별한 표기가 없는 한 뉴 오더
| #  | 제목               | 재생 시간 |
| -- | ------------------ | --------- |
| 1. | 〈Age of Consent〉 | 5:16      |
| 2. | 〈We All Stand〉   | 5:14      |
| 3. | 〈The Village〉    | 4:37      |
| 4. | 〈5 8 6〉          | 7:31      |

| #  | 제목                 | 재생 시간 |
| -- | -------------------- | --------- |
| 5. | 〈Your Silent Face〉 | 6:00      |
| 6. | 〈Ultraviolence〉    | 4:52      |
| 7. | 〈Ecstasy〉          | 4:25      |
| 8. | 〈Leave Me Alone〉   | 4:40      |

| #   | 제목                 | 재생 시간 |
| --- | -------------------- | --------- |
| 1.  | 〈Age of Consent〉   | 5:16      |
| 2.  | 〈We All Stand〉     | 5:14      |
| 3.  | 〈The Village〉      | 4:37      |
| 4.  | 〈5 8 6〉            | 7:31      |
| 5.  | 〈Blue Monday〉      | 7:32      |
| 6.  | 〈Your Silent Face〉 | 6:00      |
| 7.  | 〈Ultraviolence〉    | 4:52      |
| 8.  | 〈Ecstasy〉          | 4:25      |
| 9.  | 〈Leave Me Alone〉   | 4:40      |
| 10. | 〈The Beach〉        | 7:22      |

뉴질랜드/오스트레일리아 카세트 테이프 판에는 "Blue Monday"가 사이드 1 끝에 배치되어 있다.
| #            | 제목                 | 작곡                 | {{{기타정보}}} | 재생 시간 |
| ------------ | -------------------- | -------------------- | -------------- | --------- |
| 1.           | 〈Blue Monday〉      |                      |                | 7:32      |
| 2.           | 〈The Beach〉        |                      |                | 7:22      |
| 3.           | 〈Confusion〉        | 뉴 오더, 아서 베이커 |                | 8:15      |
| 4.           | 〈Thieves Like Us〉  | 뉴 오더, 아서 베이커 |                | 6:38      |
| 5.           | 〈Lonesome Tonight〉 |                      |                | 5:13      |
| 6.           | 〈Murder〉           |                      |                | 3:57      |
| 7.           | 〈Thieves Like Us〉  | 뉴 오더, 아서 베이커 | 연주곡         | 6:59      |
| 8.           | 〈Confusion〉        | 뉴 오더, 아서 베이커 | 연주곡         | 7:36      |
| 총 재생 시간 | 총 재생 시간         | 총 재생 시간         | 총 재생 시간   | 53:32     |